# أرياب للتعدين
شركة أرياب هي شركة سودانية تعمل في مجال التعدين حيث تمتلك مناجم للذهب والفضة والنحاس في منطقة أرياب في ولاية البحر الأحمر، وبدأ العمل في المشروع بالتعاون بين الهيئة العامة للأبحاث الجيولوجية وحكومة فرنسا في إطار البحث البحث عن المعادن والمياه الجوفية في البحر الأحمر، وبعد العثور على الذهب في منطقة أرياب تم تقييم الخام وعمل دراسة جدوى أدت إلى تكوين الشركة
وكانت أسهم السودان فيها بنسبة 56%، وحكومة فرنسا 44%.

## أسهم شركة ارياب
قامت الحكومة السودانية ببيع 44% من الأسهم والتي كانت للحكومة الفرنسية إلى رجل الأعمال المصري نجيب ساوريس، وبعد ذلك عادت الحكومة السودانية لشراء الأسهم من رجل الأعمال المصري لتصبح ملكا لحكومة السودان.